# Benyllus geniatus
Benyllus geniatus är en stekelart som först beskrevs av Tosquinet 1903.  Benyllus geniatus ingår i släktet Benyllus och familjen brokparasitsteklar. Inga underarter finns listade.